# 李营健
李营健（1991年2月22日—），出生于广东省佛山市三水县（现佛山市三水区），中国足球运动员，现效力于中超联赛球队贵州恒丰智诚。

## 俱乐部的职业生涯
李营健在2004年开始了他的足球生涯。当时他在东莞南城试训。2008年加入中超球队深圳足球队的青年队。 2009年他被提到一队。 2010年他加盟了广州恒大，2011赛季他被恒大下放到参加中乙联赛的广州青年队。 2012年广州青年队解散之后，他加盟了中乙的深圳风鹏。但是在2013年主教练张军离开球队加盟广东日之泉之后，他失去了位置。
2014年1月，他跟随张军加盟了中乙联赛的球队贵州智诚。2017年3月3日主场1-1平辽宁沈阳开新的比赛中，在78分钟替补梁学铭上场，这是他的中超首秀。